# Mantxenkí
Mantxenkí (en ucraïnès i en rus Манченки) és una vila de la província de Khàrkiv, Ucraïna. El 2021 tenia 714 habitants.